# 나탈다유방쥐
나탈다유방쥐(Mastomys natalensis)는 쥐과에 속하는 설치류의 일종이다. 흔하게 발견되는 아프리카 설치류 또는 아프리카부드러운털쥐류이다. 앙골라와 베넹, 부르키나 파소, 부룬디, 카메룬, 중앙아프리카공화국, 차드, 콩고, 콩고민주공화국, 코트디부아르, 적도기니, 에티오피아, 가봉, 가나, 기니, 기니비사우, 케냐, 레소토, 말라위, 말리, 모리타니, 모잠비크, 나미비아, 니제르, 나이지리아, 르완다, 세네갈, 시에라리온, 소말리아, 남아프리카공화국, 수단, 에스와티니, 탄자니아, 토고, 우간다, 잠비아, 짐바브웨에서 발견된다. 자연 서식지는 아열대 또는 열대 기후 지역의 건조림과 습윤 저지대 숲, 건조 및 습윤 사바나 지역, 건조 및 습윤 관목 지대, 경작지, 목초지, 시골 농장 지대, 도시 지역, 관개 지역, 계절성 홍수림 농경지 등이다. 사람과 밀접하게 연관되어 있으며, 아프리카 마을 주변에서 흔하게 발견된다. 1972년 나탈다유방쥐가 라싸 바이러스의 자연 숙주라는 사실이 밝혀졌다.